# Chamaecrista greggii
Chamaecrista greggii är en ärtväxtart som först beskrevs av Asa Gray, och fick sitt nu gällande namn av Amos Arthur Heller. Chamaecrista greggii ingår i släktet Chamaecrista och familjen ärtväxter.

## Underarter
Arten delas in i följande underarter:
- C. g. greggii
- C. g. macdougaliana
- C. g. potosina